# Jef Van de Wiele
Fredegardus Jacobus Josephus (Jef) van de Wiele (Amberes, Bélgica; 20 de julio de 1903-Brujas, 4 de septiembre de 1979) fue un político nazi flamenco belga.

## Nazismo
Van de Wiele fue un gran admirador de Adolf Hitler y, en 1935, fundó la Duitschen-Vlaamsche Arbeidsgemeenschap (Comunidad Laboral Germano-Flamenca, conocida popularmente como DeVlag) para hacer campaña a favor de la incorporación de Flandes en el Tercer Reich. Este grupo usaba el águila nazi y la esvástica combinadas con el león negro de Flandes como símbolo. Van de Wiele hizo contacto con los nazis antes de la invasión de Bélgica e incluso sostuvo que Hitler le había prometido que Flandes sería incorporada de acuerdo a sus deseos y que él tendría el cargo de Gauleiter.

## Influencia durante la ocupación
Durante la ocupación nazi, disfrutó de alguna influencia, aunque la naturaleza complicada de la política belga significó que no ganó toda la influencia que buscó. Tuvo una buena amistad con el líder valón Léon Degrelle y lo acompañó a varios eventos públicos. En Bélgica debió luchar por ganar influencia en la fascista (aunque pro-independentista) Unión Nacional Flamenca y se enfrentó repetidamente con sus líderes Staf De Clercq y Hendrik Elias, quienes mantenía actitudes ambiguas hacia los nazis. No obstante, Van de Wiele trabajó de forma entusiasta con los nazis y abogo por la total movilización de la región. Incluso en 1943, confió la totalidad de su movimiento juvenil a las Juventudes Hitlerianas. Tras la liberación de Bélgica por las fuerzas aliadas, Van de Wiele huyó a Alemania y fue designado jefe de la teórica "Reichsgau Flandern" en diciembre de 1944.

## Posguerra
Cuando terminó la Segunda Guerra Mundial, van de Wiele fue acusado de traidor por su entusiasta colaboración con los nazis y fue sentenciado a muerte en noviembre de 1946; sin embargo, la sentencia fue conmutada por prisión a perpetuidad y, tras 17 años, fue liberado. Luego de su liberación, trasladó su residencia a Alemania Occidental.